# Deutsche Leichtathletik-Hallenmeisterschaften 2022
Die 69. Deutschen Leichtathletik-Hallenmeisterschaften wurden am 26. und 27. Februar 2022 in der Quarterback Immobilien Arena in Leipzig ausgetragen. Nachdem im Vorjahr wegen der COVID-19-Pandemie keine Zuschauer zugelassen waren, waren Zuschauer wieder zugelassen.
Außerdem wurden die Staffelläufe über 4 × 200 m sowie der 200-Meter-Lauf wieder ins Wettkampfprogramm aufgenommen. Die Langstaffeln über 3 × 1000 m (Männer), bzw. 3 × 800 m (Frauen) entfielen auch in diesem Jahr.
Die üblicherweise ausgelagerten Meisterschaften in den Hallen-Mehrkämpfen fanden am 29. und 30. Januar 2022 in Leverkusen statt.
Überraschend gab die Kugelstoßerin Christina Schwanitz nach ihrem Wettkampf ihr Karriereende bekannt.

## Medaillengewinner

### Männer
| Disziplin         | Gold                                                                               | Leistung    | Silber                                                                        | Leistung    | Bronze                                                                           | Leistung    |
| ----------------- | ---------------------------------------------------------------------------------- | ----------- | ----------------------------------------------------------------------------- | ----------- | -------------------------------------------------------------------------------- | ----------- |
| 60 m              | Lucas Ansah-Peprah (Hamburger SV)                                                  | 6,58 s      | Kevin Kranz (Sprintteam Wetzlar)                                              | 6,60 s      | Owen Ansah (Hamburger SV)                                                        | 6,61 s      |
| 200 m             | Owen Ansah (Hamburger SV)                                                          | 20,55 s     | Robin Erewa (TV Wattenscheid 01)                                              | 20,99 s     | Lucas Ansah-Peprah (Hamburger SV)                                                | 21,11 s     |
| 400 m             | Patrick Schneider (TV Wattenscheid 01)                                             | 46,45 s     | Marvin Schlegel (LAC Erdgas Chemnitz)                                         | 46,57 s     | Manuel Sanders (LG Olympia Dortmund)                                             | 47,10 s     |
| 800 m             | Christoph Kessler (LG Region Karlsruhe)                                            | 1:47,76 min | Karl Bebendorf (Dresdner SC)                                                  | 1:48,02 min | Marc Reuther (Eintracht Frankfurt)                                               | 1:48,29 min |
| 1500 m            | Robert Farken (SC DHfK Leipzig)                                                    | 3:50,70 min | Mohamed Mohumed (LG Olympia Dortmund)                                         | 3:52,34 min | Lukas Abele (SSC Hanau-Rodenbach)                                                | 3:53,78 min |
| 3000 m            | Maximilian Thorwirth (SFD 75 Düsseldorf)                                           | 8:01,43 min | Sam Parsons (Eintracht Frankfurt)                                             | 8:02,13 min | Florian Bremm (TV Leutershausen)                                                 | 8:07,87 min |
| 4 × 200 m Staffel | TV Wattenscheid 01 1Robin Erewa Kevin Ugo Mateusz Lewandowski Noel-Philippe Fiener | 1:24,87 min | LG Brillux MünsterOle Patterson Jakob Bruns Kai Sparenberg Bastian Sundermann | 1:27,18 min | Eintracht FrankfurtDaniel Borchardt Philip Hennemuth Lennard Wagner Florian Daum | 1:36,28 min |
| 60 m Hürden       | Gregor Traber (LAV Tübingen)                                                       | 7,65 s      | Yannick Spissinger (MTG Mannheim)                                             | 7,82 s      | Gregory Minoue (TV Angermund)                                                    | 7,85 s      |
| Hochsprung        | Tobias Potye (LG Stadtwerke München)                                               | 2,26 m      | Falk Wendrich (LAZ Soest)                                                     | 2,23 m      | Mateusz Przybylko (TSV Bayer 04 Leverkusen)                                      | 2,20 m      |
| Stabhochsprung    | Torben Blech (TSV Bayer 04 Leverkusen)                                             | 5,51 m      | Tom Linus Humann (Schweriner SC)                                              | 5,51 m      | Oleg Zernikel (ASV Landau)                                                       | 5,51 m      |
| Weitsprung        | Fabian Heinle (VfB Stuttgart)                                                      | 7,64 m      | Oliver Koletzko (Wiesbadener LV)                                              | 7,62 m      | Nick Schmahl (Hamburger SV)                                                      | 7,51 m      |
| Dreisprung        | Max Heß (LAC Erdgas Chemnitz)                                                      | 16,05 m     | Christoph Garritsen (TSV Bayer 04 Leverkusen)                                 | 15,42 m     | Felix Mairhofer (MTG Mannheim)                                                   | 15,16 m     |
| Kugelstoßen       | Christian Zimmermann (Kirchheimer SC)                                              | 19,75 m     | Valentin Moll (LC Rehlingen)                                                  | 19,39 m     | Silas Ristl (LAC Essingen)                                                       | 19,24 m     |
| Siebenkampf       | Marcel Meyer (Hannover 96)                                                         | 6024 Punkte | Marvin Bollinger (SV Halle)                                                   | 5954 Punkte | Malik Diakité (Hannover 96)                                                      | 5743 Punkte |

### Frauen
| Disziplin         | Gold                                                                                    | Leistung    | Silber                                                                                  | Leistung    | Bronze                                                                            | Leistung    |
| ----------------- | --------------------------------------------------------------------------------------- | ----------- | --------------------------------------------------------------------------------------- | ----------- | --------------------------------------------------------------------------------- | ----------- |
| 60 m              | Tatjana Pinto (TV Wattenscheid 01)                                                      | 7,16 s      | Gina Lückenkemper (SCC Berlin)                                                          | 7,20 s      | Sophia Junk (LG Rhein-Wied)                                                       | 7,22 s      |
| 200 m             | Jessica-Bianca Wessolly (MTG Mannheim)                                                  | 23,23 s     | Laura Müller (SV Saar 05 Saarbrücken)                                                   | 23,34 s     | Lilly Kaden (LG Olympia Dortmund)                                                 | 23,67 s     |
| 400 m             | Corinna Schwab (LAC Erdgas Chemnitz)                                                    | 51,74 s     | Alica Schmidt (SCC Berlin)                                                              | 52,80 s     | Judith Franzen (TSV Bayer 04 Leverkusen)                                          | 53,61 s     |
| 800 m             | Christina Hering (LG Stadtwerke München)                                                | 2:02,88 min | Majtie Kolberg (LG Kreis Ahrweiler)                                                     | 2:03,62 min | Alina Schönherr (LSV Schmölln)                                                    | 2:06,81 min |
| 1500 m            | Katharina Trost (LG Stadtwerke München)                                                 | 4:10,06 min | Vera Coutellier (ASV Köln)                                                              | 4:13,83 min | Verena Meisl (LG Olympia Dortmund)                                                | 4:14,70 min |
| 3000 m            | Hanna Klein (LAV Tübingen)                                                              | 8:51,18 min | Lea Meyer (ASV Köln)                                                                    | 9:09,64 min | Eva Dieterich (Laufteam Kassel)                                                   | 9:10,39 min |
| 4 × 200 m Staffel | LG Stadtwerke MünchenMarina Scherzl Svenja Pfetsch Tina Benzinger Amelie-Sophie Lederer | 1:35,60 min | TSV Bayer 04 LeverkusenFranziska Schuster Judith Franzen Amelie Dierke Annkathrin Hoven | 1:35,92 min | VfL SindelfingenLisa Sophie Hartmann Carolina Krafzik Pia Ringhoffer Jasmin Pansa | 1:36,28 min |
| 60 m Hürden       | Cindy Roleder (SV Halle)                                                                | 8,13 s      | Monika Zapalska (TV Wattenscheid 01)                                                    | 8,13 s      | Hawa Jalloh (Wiesbadener LV)                                                      | 8,17 s      |
| Hochsprung        | Bianca Stichling (TSV Bayer 04 Leverkusen)                                              | 1,86 m      | Christina Honsel (TV Wattenscheid 01)                                                   | 1,83 m      | Lea Halmans (SV Saar 05 Saarbrücken)                                              | 1,80 m      |
| Stabhochsprung    | Jacqueline Otchere (MTG Mannheim)                                                       | 4,30 m      | Anjuli Knäsche (LG Leinfelden-Echterdingen)                                             | 4,30 m      | Chiara Sistermann (TSV Gräfelfing)                                                | 4,30 m      |
| Weitsprung        | Malaika Mihambo (LG Kurpfalz)                                                           | 6,81 m      | Merle Homeier (LG Göttingen)                                                            | 6,66 m      | Lea-Jasmin Riecke (Mitteldeutscher SC)                                            | 6,26 m      |
| Dreisprung        | Jessie Maduka (TV Wattenscheid 01)                                                      | 14,00 m     | Neele Eckhardt-Noack (LG Göttingen)                                                     | 13,92 m     | Kira Wittmann (LG Göttingen)                                                      | 13,56 m     |
| Kugelstoßen       | Sara Gambetta (SV Halle)                                                                | 19,05 m     | Katharina Maisch (LV 90 Erzgebirge)                                                     | 18,54 m     | Christina Schwanitz (LV 90 Erzgebirge)                                            | 18,49 m     |
| Fünfkampf         | Laura Voß (LAZ Soest)                                                                   | 4154 Punkte | Anna-Lena Obermaier (LG Telis Finanz Regensburg)                                        | 4106 Punkte | Paula de Boer (MTV Lübeck)                                                        | 4052 Punkte |